# Syleena Johnson
Syleena Johnson (Harvey (Illinois), 2 de setembro de 1976) é uma cantora, compositora e atriz norte-americana de R&B e soul, Indicada ao Grammy.

## Biografia
Syleena Johnson nasceu em Harvey, Illinois em 2 de setembro de 1976, seu pai assim como ela também é musico. Syleena Johnson não foi só influenciada pelo seu pai, pois cresceu ouvindo grandes artistas como Aretha Franklin, Al Green, Tina Turner, The Dells,Mavis Staples, Whitney Houston, Anita Baker, Chakan, Prince, Michael Jackson. 
Durante sua infância e adolescência fazia parte do coro da igreja e escola. Seus professores de música sempre a ajudaram, desde junho de 2007. A estrada de Syleena Johnson para a música não foi fácil. Seu pai, Syl, não foi encorajador, como seu próprio sucesso e  arte sem brilho, a levou pensar pouco na indústria musical. Com base nisso Syleena sofria de nódulos vocais e teve que passar por terapia. Quando tinha quinze anos, seus pais se separaram, apesar desses contratempos, o relacionamento de Johnson com seus pais e sua música permaneceu forte: ela contribuiu como cantora e compositora no álbum de seu pai em 1994.
Ela levou dois anos de terapia e sete anos de treinamento vocal. Johnson começou a frequentar a Universidade Drake, onde trabalhou com coros evangélicos. Originalmente um grande psicologia, sucesso em um show de talentos a convenceu de que sua força tinha sido sempre na música. Ela mudou para uma grande música e começou a gravar suas próprias canções. Em 1996, se formou em música. Em Setembro de 1997, Syleena Johnson encontrou um olheiro para da Jive Records. O contato lhe permitiu enviar uma fita demo a gravadora, que teve um impacto imediato; dias depois, ela recebeu uma chamada de retorno de um executivo da Jive com uma oferta e um acordo. A experiência renovou sua determinação.

## Discografia

### Álbuns de estúdio
- Love Hangover (1999)
- Chapter 1: Love, Pain & Forgiveness (2001)
- Chapter 2: The Voice (2002)
- Chapter 3: The Flesh (2005)
- Chapter 4: Labor Pains (2009)
- Chapter 5: Underrated (2011)
- Acoustic Soul Sessions (2012)
- Chapter 6: Couples Therapy (2014)

#### Álbuns de compilação
- I Am Your Woman: The Best of Syleena Johnson (2008)

Álbuns de colaboração
- 9INE (2013) (com Musiq Soulchild)